# Nicolás González
Nicolás González (Belén de Escobar, 6 april 1998) is een Argentijnse voetballer die doorgaans als aanvaller speelt. Hij verruilde VfB Stuttgart in juli 2021 voor Fiorentina. González debuteerde in 2019 in het Argentijns voetbalelftal.

## Carrière
González stroomde door vanuit de jeugd van Argentinos Juniors. Daarvoor debuteerde hij op 27 juli 2016 in het eerste elftal, tijdens een wedstrijd in het toernooi om de Copa Argentina thuis tegen Deportivo Laferrere (1–1). Zijn competitiedebuut volgde op 28 augustus 2016, uit tegen San Martín (2–2). Argentinos Juniors speelde op dat moment in de Primera B Nacional. González droeg dat seizoen in twintig wedstrijden met onder meer vier doelpunten bij aan het behalen van de titel en daarmee ook promotie naar de Primera División.
González verruilde Argentinos Juniors in juli 2018 voor VfB Stuttgart. Hier kreeg hij in drie jaar tijd te maken met vijf verschillende hoofdtrainers. Hij won van allemaal het vertrouwen en speelde twee seizoenen het leeuwendeel van de wedstrijden. Ook hier zakte zijn ploeg af naar het tweede niveau, waarna hij ook hier hielp om meteen weer terug te keren naar de hoogste divisie. Met veertien doelpunten in de 2. Bundesliga was hij dat jaar clubtopscorer. Gedurende 2020/21 kostte een reeks aan blessures González bijna het halve seizoen.
González tekende in juni 2021 bij Fiorentina, dat bijna 25 miljoen euro voor hem betaalde aan Stuttgart. Na een voortvarend eerste jaar, kostten verschillende blessures hem in 2022/23 opnieuw bijna een half seizoen. Hij bereikte dat jaar wel de finale van de Conference League met Fiorentina. Hij kon daar in dertien van de zeventien wedstrijden die de Italianen dat toernooi speelden bij helpen, onder andere met doelpunten tegen FC Twente, Heart of Midlothian, in de kwartfinale tegen Lech Poznań en (twee) in de halve finale tegen FC Basel.

## Clubstatistieken
| Seizoen     | Club               | Competitie         | Competitie | Competitie | Beker | Beker | Internationaal | Internationaal | Totaal | Totaal |
| Seizoen     | Club               | Competitie         | Wed.       | Dlp.       | Wed.  | Dlp.  | Wed.           | Dlp.           | Wed.   | Dlp.   |
| ----------- | ------------------ | ------------------ | ---------- | ---------- | ----- | ----- | -------------- | -------------- | ------ | ------ |
| 2016        | Argentinos Juniors | Primera División   | 0          | 0          | 1     | 0     | –              | –              | 1      | 0      |
| 2016/17     | Argentinos Juniors | Primera B Nacional | 20         | 4          | 1     | 0     | –              | –              | 21     | 4      |
| 2017/18     | Argentinos Juniors | Primera División   | 24         | 7          | 1     | 0     | –              | –              | 25     | 7      |
| Club totaal | Club totaal        | Club totaal        | 44         | 11         | 3     | 0     | 0              | 0              | 47     | 11     |
| 2018/19     | VfB Stuttgart      | Bundesliga         | 30         | 2          | 1     | 0     | –              | –              | 31     | 2      |
| 2019/20     | VfB Stuttgart      | 2. Bundesliga      | 27         | 14         | 2     | 1     | –              | –              | 29     | 15     |
| 2020/21     | VfB Stuttgart      | Bundesliga         | 15         | 6          | 2     | 0     | –              | –              | 17     | 6      |
| Club totaal | Club totaal        | Club totaal        | 72         | 22         | 5     | 1     | 0              | 0              | 77     | 23     |
| 2021/22     | Fiorentina         | Serie A            | 33         | 7          | 6     | 1     | –              | –              | 39     | 8      |
| 2022/23     | Fiorentina         | Serie A            | 24         | 6          | 5     | 2     | 13             | 6              | 42     | 14     |
| Club totaal | Club totaal        | Club totaal        | 57         | 13         | 11    | 3     | 13             | 6              | 81     | 22     |

Bijgewerkt t/m 11 juli 2023

## Interlandcarrière
González speelde op 8 september 2019 een oefeninterland voor het Argentijns olympisch elftal. Hij debuteerde op 13 oktober 2019 vervolgens in het Argentijns voetbalelftal. Bondscoach Lionel Scaloni gaf hem meteen een basisplaats in een met 6–1 gewonnen oefeninterland tegen Ecuador. Scaloni nam hem ruim anderhalf later ook mee naar de Copa América 2021. Hier stond hij in vier van de zeven speelronden in de basisopstelling en mocht hij invallen in de met 1–0 gewonnen finale tegen Brazilië. González was ook geselecteerd voor het Argentijnse team voor het WK 2022, maar moest drie dagen voor het begin van het toernooi geblesseerd afhaken.

## Erelijst
| Competitie                  | Aantal             | Jaren              |                    |                    |
| Argentinos Juniors          | Argentinos Juniors | Argentinos Juniors | Argentinos Juniors | Argentinos Juniors |
| --------------------------- | ------------------ | ------------------ | ------------------ | ------------------ |
| Kampioen Primera B Nacional | 1x                 | 2016/17            |                    |                    |
| Argentinië                  |                    |                    |                    |                    |
| Copa América                | 1x                 | 2021               |                    |                    |

1 Terracciano ·
2 Dodô ·
3 Biraghi  ·
4 Bove ·
5 Pongračić ·
6 Ranieri ·
7 Sottil ·
8 Mandragora ·
9 Beltrán ·
10 Guðmundsson ·
11 Ikoné ·
15 Comuzzo ·
17 Zaniolo ·
20 Kean ·
21 Gosens ·
22 Moreno ·
23 Colpani ·
24 Richardson ·
28 Martínez Quarta ·
29 Adli ·
30 Martinelli ·
32 Cataldi ·
33 Kayode ·
43 De Gea ·
53 Christensen ·
65 Parisi ·
99 Kouamé ·
Coach: Palladino
· Assistent-coach: Peluso